# 政府保証債
政府保証債（せいふほしょうさい）は、政府関係機関や特殊法人等が発行する債券のうち、政府が元本や利子の支払いを保証しているもの。政府関係機関債のうち政府保証が付与されているものはこれに該当する。
原則として、法人に対する政府の財政援助の制限に関する法律（昭和21年法律第24号）により、政府又は地方公共団体は、会社その他の法人の債務については、保証契約をすることができないとされているが、特別の法律によって設立された株式会社に対しては発行が認められることがある。
政府保証が付与されているため、基本的に国債と同等の信用力が認められる。一般に、国債よりも若干利率が高い。
証券取引法第2条第1項第3号の「特別の法律により法人の発行する債券」に当たる。
事業債が証券会社にしか引き受けが認められないのに対し、政府保証債は銀行の引き受けも認められている。ただし、債券を扱う全ての金融機関が扱うわけではない。また、金融機関によって扱う債券が異なり、A銀行では甲政府保証債を扱っているが、乙政府保証債と丙政府保証債は扱わず、B銀行では乙政府保証債のみを扱っている、というのが普通である。一般にはあまり存在が知られておらず、購入ルートも限られている等の理由により、どちらかと言えば機関投資家向きで、個人が購入するのは国債に比べれば極めて稀と言える。
なお、外国通貨建てのものを特に政府保証外債といい、日本政策投資銀行や国際協力銀行などが発行している。
また、地方債に対するものとして、近年では1999年にユーロドル建横浜市債券に、1999年と2001年にユーロドル建東京都債券に政府保証が付与された。

## 政府保証債の例
ここでは、現在においても新規発行が続いているか否かは区別しない。
- 日本政策投資銀行債券
- 国際協力銀行債券
- 預金保険機構債券
- 銀行等保有株式取得機構債券
- 日本高速道路保有・債務返済機構債券
- 日本道路公団債券
- 道路債券
- 首都高速道路債券
- 東日本高速道路債券
- 中日本高速道路債券
- 西日本高速道路債券
- 阪神高速道路株式会社債券
- 本州四国連絡橋公団債券
- 新東京国際空港債券
- 成田国際空港債券
- 中部国際空港債券
- 関西国際空港債券
- 中小企業債券
- 国民生活債券
- 公営企業債券
- 都市再生債券
- 農林漁業金融公庫債券
- 住宅金融公庫債券
- 電源開発債券
- 民間都市開発債券
- 政府保証鉄道債券 - 国鉄が発行した鉄道債券の1種。国鉄分割民営化後も5年間に限り償還額の範囲内で新会社の社債にも政府保証が認められた